# خسرو وشيرين
خسرو وشيرين هو عنوان قصة رومانسية مأساوية شهيرة للشاعر الفارسي نظامي الكنجوي (1141-1209)، الذي كتب أيضًا روايةليلى والمجنون. وهو يروي نسخة خيالية متقنة للغاية لقصة حب الملك الساساني كسرى الثاني للأميرة الأرمنية شيرين، التي أصبحت ملكة بلاد فارس. وهي قصة مشهورة في أدب أذربيجاني و الفارسي والتركي . ذكرها الفردوسي في الشاهنامة ثم نظمها الشاعر أذربيجاني نظامي الكنجوي وخسرو الدهلوي ونظمها بالتركية شيخي وعطائي وأهي.
السرد الأساسي هو قصة حب من أصل فارسي كانت معروفة بالفعل من القصيدة الملحمية التاريخية العظيمة الشاهنامه وغيره من الكتاب الفارسيين والحكايات الشعبية ، وأعمال أخرى تحمل نفس العنوان. كما رويت أشكال مختلفة من القصة تحت عناوين «شيرين وفرهاد» (بالفارسية: شیرین و فرهاد).

## المؤلف
شرع نظامي في نظم قصة خسرو وشیرین بعد فراغه من نظم مخزن الأسرار وهي تقع فی 6500 بیت من الشعر تقریباً. نظمها الشاعر في بحر الهزج المسدس وفرغ من نظمها في عام 585 من الهجرة. وقدم الشاعر هذه المنظومة للأتابك جهان بهلوان ثم قدمها لأخيه قزل أرسلان من بعده.

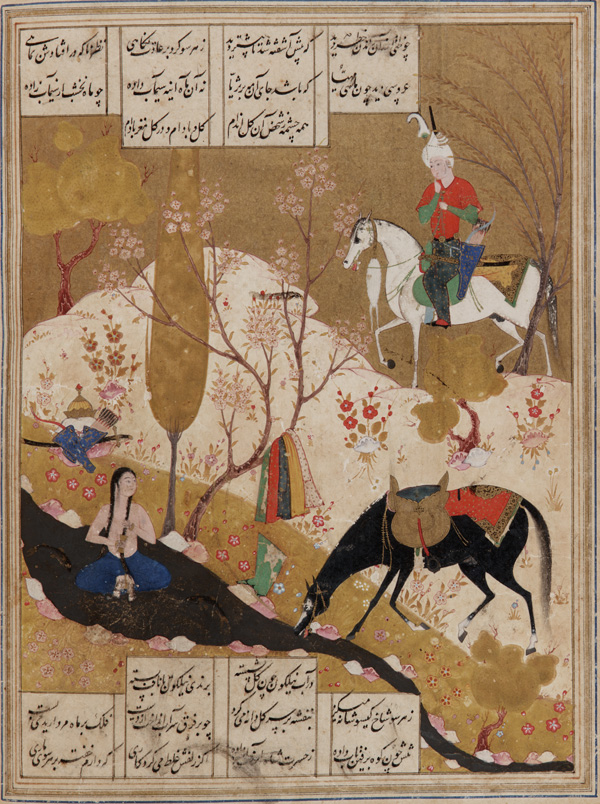
كسرى الثاني يرى شيرين وهي تستحم في البركة

## موضوع القصة
تتحدث القصة عن مغامرات الملك الساساني كسرى الثاني بن هرمز وغرامه مع معشوقته الجميلة شيرين ونهایة منافسه التعیس فرهاد. أما باقي القصة فيدور حول زواج الملك من شيرين ثم حب شيرويه ابن الملك لها، وقتل هذا الأبن أباه، ورغب في الزواج من شيرين. فذهبت إلى ناووس الملك القتيل وشربت السم، فماتت بجواره.
أستطاع نظامي أن یخرج لنا قصة غرامية علی عکس الفردوسي الذی أخرجها قصة حماسية من خلال الشاهنامة.